# The Sounds
The Sounds è un gruppo musicale indie rock svedese, fondato nella contea della Scania nel 1999.

## Storia del gruppo
The Sounds vennero fondati nel 1998 dai compagni di classe Félix Rodríguez, Maja Ivarsson, Johan Bengtsson e Fredrik Blond a Helsingborg, in Svezia. In seguito il gruppo incontrò per caso allo Hultsfred Festival Jesper Anderberg, il componente più giovane della formazione, che venne aggregato in qualità di tastierista e chitarrista. Il nome del gruppo venne scelto mesi dopo durante un viaggio a Londra. Prima di diventare la cantante del gruppo, la Ivarsson aveva già suonato la chitarra in altri gruppi locali.
L'album di debutto dei Sounds, Living in America, venne registrato a Stoccolma e fu prodotto da Adel Dahdal e Jimmy Monell. Il disco guadagnò diversi premi come "Miglior album esordiente", un Grammy, un quarto posto nelle classifiche svedesi e piazzò il gruppo anche negli Stati Uniti oltre che in Svezia. Dall'uscita dell'album il gruppo ha suonato in oltre 500 concerti, compresa una partecipazione al Warped Tour del 2004. Partecipazione ripetuta nel 2006 sul palco principale dell'evento. The Sounds hanno inoltre suonato in tour con altri gruppi indie rock quali Foo Fighters, The Strokes, Morningwood, Angels & Airwaves, +44, Mando Diao e Panic! at the Disco.
Negli Stati Uniti il gruppo è apparso numerose volte in televisione e in riviste e può vantare un nutrito gruppi di fan che comprende personaggi come Dave Grohl, Pharrell, Quentin Tarantino, Thomas Johnson e Robin Botten, Bam Margera e sua moglie Missy Margera, David Desrosiers, Ben Khodadad e Britney Spears. Il gruppo ha spesso dichiarato che la promozione della loro musica avviene principalmente grazie al passaparola e ai concerti.
Nel 2004 il loro singolo Seven Days a Week fu scelto dagli sviluppatori della Electronic Arts come colonna sonora del videogioco FIFA 2005.
Le canzoni Yeah Yeah Yeah e Dying to Say This to You (tratte dall'album Dying to Say This to You) vengono inserite nella colonna sonora di Scream 4.
Il 29 ottobre 2013 viene pubblicato il loro album intitolato Weekend.

## Formazione
- Maja Ivarsson (1979): voce
- Félix Rodríguez (1979): chitarra
- Johan Bengtsson (1979): basso
- Jesper Anderberg (1981): tastiera
- Fredrik Blond (originalmente Fredrik Nilsson, 1979): batteria

## Discografia parziale

### Album in studio
- 2002 - Living in America
- 2006 - Dying to Say This to You
- 2009 - Crossing the Rubicon
- 2011 - Something to Die For
- 2013 - Weekend
- 2020 - Things We Do for Love

### Raccolte
- 2001 - A Collection of Songs from the Sounds

### Singoli
- 2002 - Living in America
- 2015 - Hurt The Ones I Love Remixes
- 2016 - Thrill
- 2017 - The Tales That We Tell
- 2020 - Things We Do for Love
- 2020 - Safe and Sound
- 2021 - I Love a Man in a Uniform